# العلاقات الجنوب إفريقية السورينامية
العلاقات الجنوب أفريقية السورينامية هي العلاقات الثنائية التي تجمع بين جنوب أفريقيا وسورينام.

## مقارنة بين البلدين
هذه مقارنة عامة ومرجعية للدولتين:
| وجه المقارنة                                              | جنوب أفريقيا | سورينام                        |
| --------------------------------------------------------- | --- | ------------------------------ |
| المساحة (كم2)                                             | 1.22 مليون | 163.27 ألف                     |
| عدد السكان (نسمة)                                         | 57.73 مليون | 563.40 ألف                     |
| الكثافة السكانية (ن./كم²)                                 | 47.32 | 3.45                           |
| العاصمة                                                   | بريتوريا، بلومفونتين، كيب تاون | باراماريبو                     |
| اللغة الرسمية                                             | لغة إنجليزية، اللغة الأفريقانية، اللغة النديبلي الجنوبية، اللغة السوثو الشمالية، اللغة السوتية، لغة سوازي، اللغة التسونجا، اللغة التسوانية، اللغة الفيندية، اللغة الكوسية، اللغة الزولوية | اللغة الهولندية                |
| العملة                                                    | راند جنوب أفريقي | دولار سورينامي، غيلدر سورينامي |
| الناتج المحلي الإجمالي (بليون دولار)                      | 349.42 مليار | 3.32 مليار                     |
| الناتج المحلي الإجمالي (تعادل القوة الشرائية) بليون دولار | 725.91 مليار | 9.07 مليار                     |
| الناتج المحلي الإجمالي الاسمي للفرد دولار أمريكي          | 5.72 ألف | 9.48 ألف                       |
| الناتج المحلي الإجمالي للفرد دولار أمريكي                 | 13.05 ألف | 16.64 ألف                      |
| مؤشر التنمية البشرية                                      | 0.666 | 0.714                          |
| رمز المكالمات الدولي                                      | +27 | +597                           |
| رمز الإنترنت                                              | .za | .sr                            |
| المنطقة الزمنية                                           | ت ع م+02:00، أفريقيا/جوهانسبرغ ‏ | 00                             |

## منظمات دولية مشتركة
يشترك البلدان في عضوية مجموعة من المنظمات الدولية، منها:
| علم المنظمة | اسم المنظمة                                 | تاريخ انضمام جنوب أفريقيا | تاريخ انضمام سورينام |
| ----------- | ------------------------------------------- | ------------------------- | -------------------- |
|             | يونسكو                                      | 4 نوفمبر 1946             | 16 يوليو 1976        |
|             | وكالة ضمان الاستثمار متعدد الأطراف          | 10 مارس 1994              | 2 يوليو 2003         |
|             | الأمم المتحدة                               | 7 نوفمبر 1945             | 4 ديسمبر 1975        |
|             | مجموعة دول أفريقيا والكاريبي والمحيط الهادئ | ?                         | ?                    |
|             | الاتحاد البريدي العالمي                     | ?                         | ?                    |
|             | البنك الدولي للإنشاء والتعمير               | 27 ديسمبر 1945            | 27 يونيو 1978        |
|             | المنظمة الهيدروغرافية الدولية               | ?                         | ?                    |
|             | الاتحاد الدولي للاتصالات                    | 1910                      | 15 يوليو 1976        |
|             | منظمة حظر الأسلحة الكيميائية                | ?                         | ?                    |
|             | مؤسسة التمويل الدولية                       | 3 أبريل 1957              | 1 سبتمبر 2011        |
|             | منظمة التجارة العالمية                      | 1995                      | ?                    |
|             | منظمة الشرطة الجنائية الدولية               | ?                         | ?                    |

## وصلات خارجية
- موقع وزارة الخارجية الجنوب أفريقية
- موقع وزارة الخارجية السورينامية